# Parc national d'Akan
Pour les articles homonymes, voir Akan.
Le parc national d'Akan (阿寒国立公園, Akan kokuritsu kōen) est un parc national japonais situé sur l'île de Hokkaidō.

## Topographie
Le parc national d'Akan est situé au Japon, dans la région d'Akan, une région volcanique parsemée de cratères et couverte de forêts. Il comprend des lacs aux eaux cristallines, parmi lesquels le lac Kussharo (le plus grand), le lac Mashū, dont les eaux sont transparentes jusqu'à une profondeur de 35 m, et le lac Akan, célèbre pour une variété d'algues globulaires d'un diamètre allant de 3 à 15 cm, qui remontent à la surface le jour seulement. Ce dernier lac, situé à une altitude de 419 m, a une superficie de 12,7 km2 et une profondeur de 36 m.
D'une superficie de 904,81 km2, le parc national d'Akan est entouré de pics, comme le Meakan-dake (1 500 m) et l'Oakan-dake (1 370 m), dont les pentes sont couvertes de forêts de pins.

## Histoire
Le parc a été fondé le 4 décembre 1934.